# مانينو أوزوالد
مانينو أوزوالد (بالإنجليزية: Maneno Oswald)‏ مواليد 25 فبراير 1970 في دار السلام، هو ملاكم محترف تنزاني معتزل كان يصنف ضمن فئة وزن فوق المتوسط.

## إحصائيات
خاض خلال مسيرته 46 نزالا، فاز في 28 وتعادل في 1 وخسر في 17. فاز بالضربة القاضية في 21 نزالا.

## روابط خارجية
- مانينو أوزوالد على موقع بوكس ريك (الإنجليزية) (registration required)